# Férfi 110 méteres gátfutás az 1896. évi nyári olimpiai játékokon
A férfi 110 m gátfutás volt az egyetlen gátfutó szám ezen az olimpián. A selejtezők voltak az első pályakörös versenyszámok április 7-én. A nyolc atlétát két egyenlő csoportra osztották, amelyekből az első két helyezett jutott az április 10-i döntőbe.

## Rekordok
A Nemzetközi Atlétikai Szövetség 1908 óta tartja nyilván a hivatalos világrekordot, és mivel ez volt az első olimpia, ezért olimpiai rekord sem létezett ez előtt. Ezáltal az ezen a versenyen az első középdöntőben nyerő versenyző eredménye számít ebben a versenyszámban az első hivatalos olimpiai rekordnak.
Az alábbi táblázat tartalmazza a verseny során elért olimpiai rekordokat:
| Dátum       | Esemény            | Versenyző               | Eredmény | OR  |
| ----------- | ------------------ | ----------------------- | -------- | --- |
| április 7.  | Első középdöntő    | Grantley Goulding (GBR) | 18,4 s   | OR  |
| április 7.  | Második középdöntő | Thomas Curtis (USA)     | 18,4 s   | =OR |
| április 10. | Döntő              | Thomas Curtis (USA)     | 17,6 s   | OR  |

## Eredmények

### Középdöntők
A középdöntőket április 7-én rendezték, és a futamok első két helyezettje jutott a döntőbe.
A táblázatokban a rendező ország ill. a magyar csapat versenyzői eltérő háttérszínnel, a továbbjutók neve pedig vastag betűvel kiemelve

#### Első középdöntő
| Helyezés | Versenyző                | Eredmény   |
| -------- | ------------------------ | ---------- |
| 1.       | Grantley Goulding (GBR)  | 18,4 s     |
| 2.       | Frantz Reichel (FRA)     | nincs adat |
| 3.       | Szokolyi Alajos (HUN)    | nincs adat |
| 4.       | Anastasios Andreou (GRE) | nincs adat |

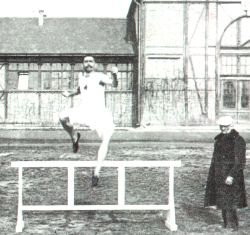
Szokolyi Alajos

A brit Grantley Goulding nyerte az első selejtező futamot 18,4 másodperces eredménnyel. Szokolyi Alajos megbotlott az utolsó gátban, így tudta őt megelőzni a francia Frantz Reichel, aki így továbbjutott a második helyen.

#### Második középdöntő
| Helyezés | Versenyző                       | Eredmény   |
| -------- | ------------------------------- | ---------- |
| 1.       | Thomas Curtis (USA)             | 18,4 s     |
| 2.       | Welles Hoyt (USA)               | nincs adat |
| 3-4.     | Kurt Dörry (GER)                | nincs adat |
| 3-4.     | Athanasios Skaltsogiannis (GRE) | nincs adat |

Két amerikai végzett az első két helyen. Thomas Curtis lett az első 18,4 másodperccel, és Welles Hoyt lett a második. A német Kurt Dörry és a görög Athanasios Skaltsogiannis is befejezte a futamot, azonban sorrendjük nem ismert.

### Döntő
Az április 10-i döntőben csak ketten indultak el. Thomas Curtis nyerte meg a versenyt 17,6 másodperces eredménnyel, megelőzve Grantley Gouldingot. Goulding jobb gátfutó lévén az utolsó gátig vezetett, azonban a nála gyorsabb Curtis az egyenes szakaszon behozta lemaradását, és ha centikkel is, de megnyerte a futamot.
Reichelnek segédkeznie kellett a maratoni versenyen Albin Lermusiaux-nek, Hoyt pedig a rúdugrás versenyére készült.
| Helyezés | Versenyző               | Eredmény   |
| -------- | ----------------------- | ---------- |
| Arany    | Thomas Curtis (USA)     | 17,6 s     |
| Ezüst    | Grantley Goulding (GBR) | 17,6 s     |
| -        | Welles Hoyt (USA)       | nem indult |
| -        | Frantz Reichel (FRA)    | nem indult |